# Тршинецкий металлургический завод
Тршинецкий металлургический завод (TŽ) (чеш. Třinecké železárny, пол. Huta trzyniecka) ― производитель стального сортового проката. Располагается в городе Тршинец, Моравско-Силезский край, Чехия. Количество продукции завода составляет более трети от всего производства стали в Чехии (примерно 2,5 млн тонн ежегодно). С момента своего создания было произведено более 150 миллионов тонн стали. Moravia Steel является основным акционером TŽ, будучи крупнейшей чешской компанией, контролируемой национальным капиталом.

## История

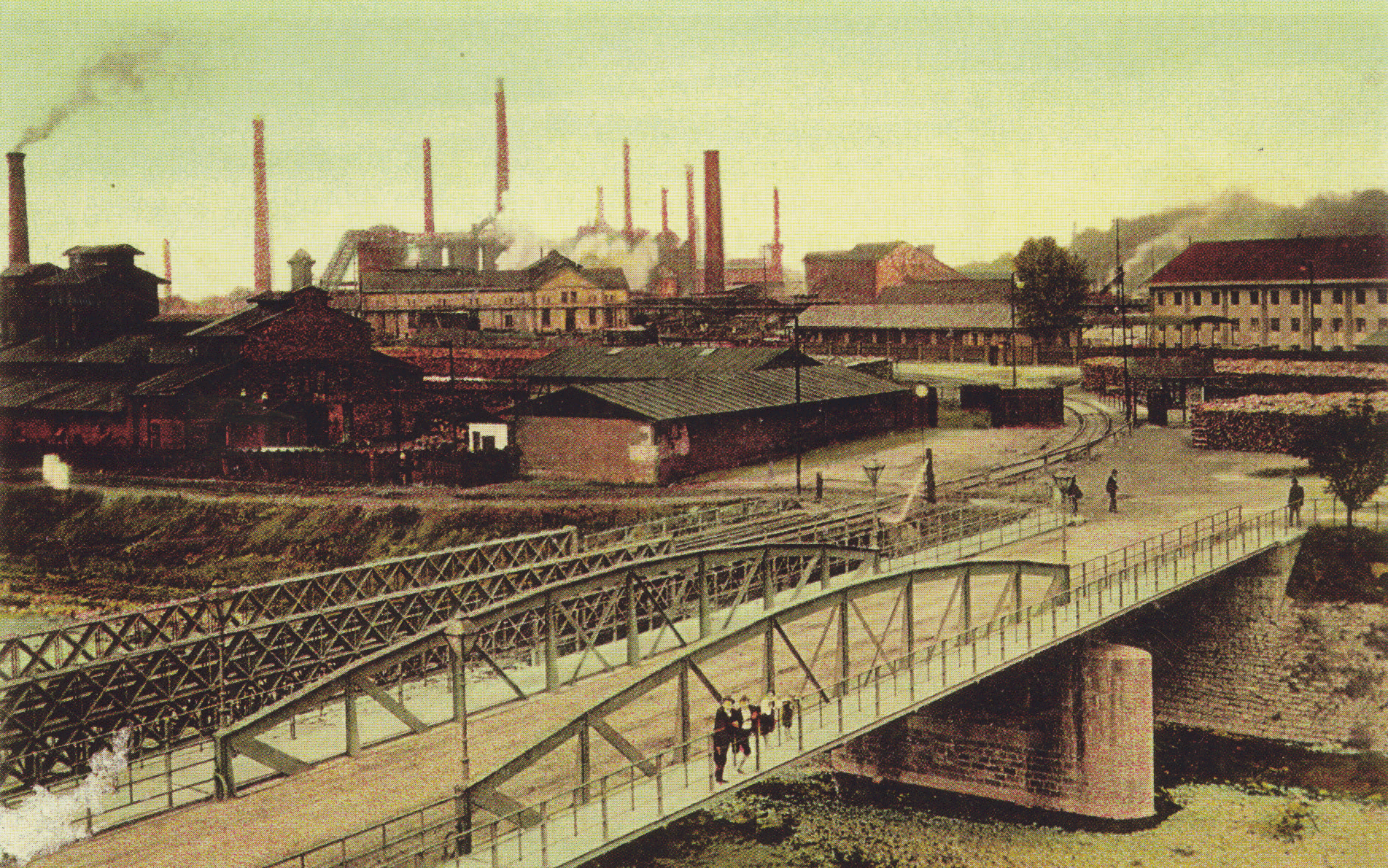
Тршинецкий металлургический завод в 1910 году

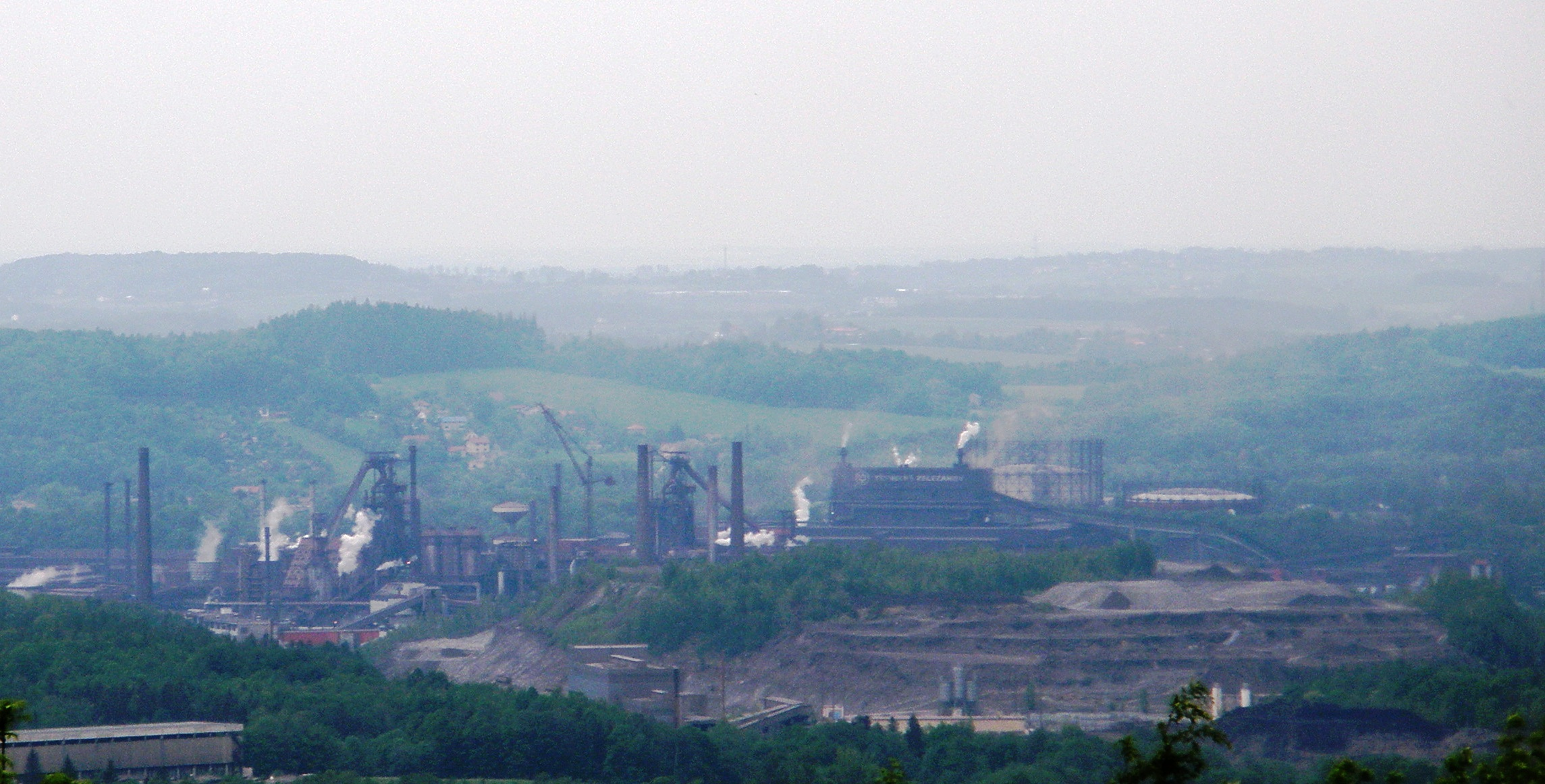
Сегодня

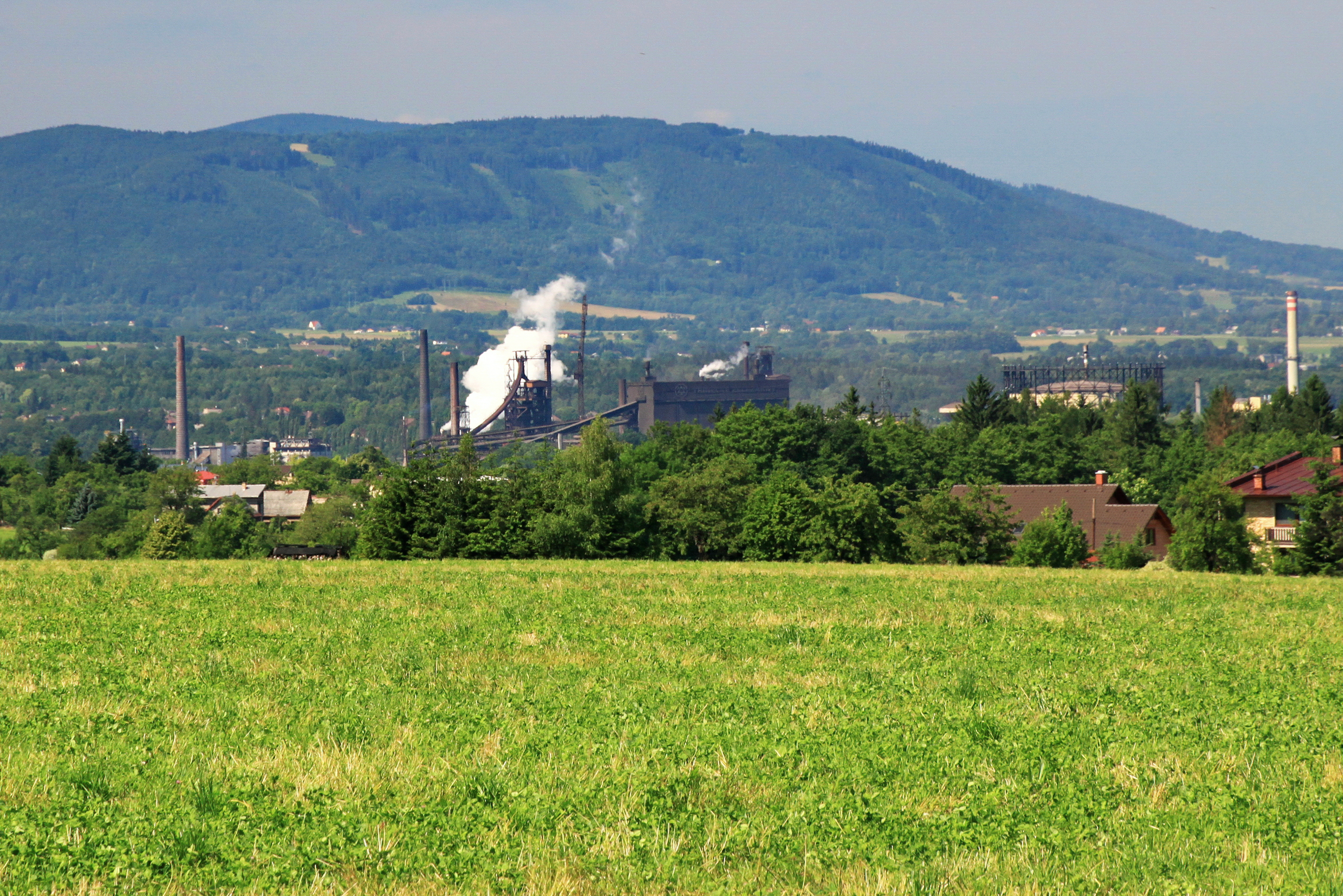
Вид с другой стороны

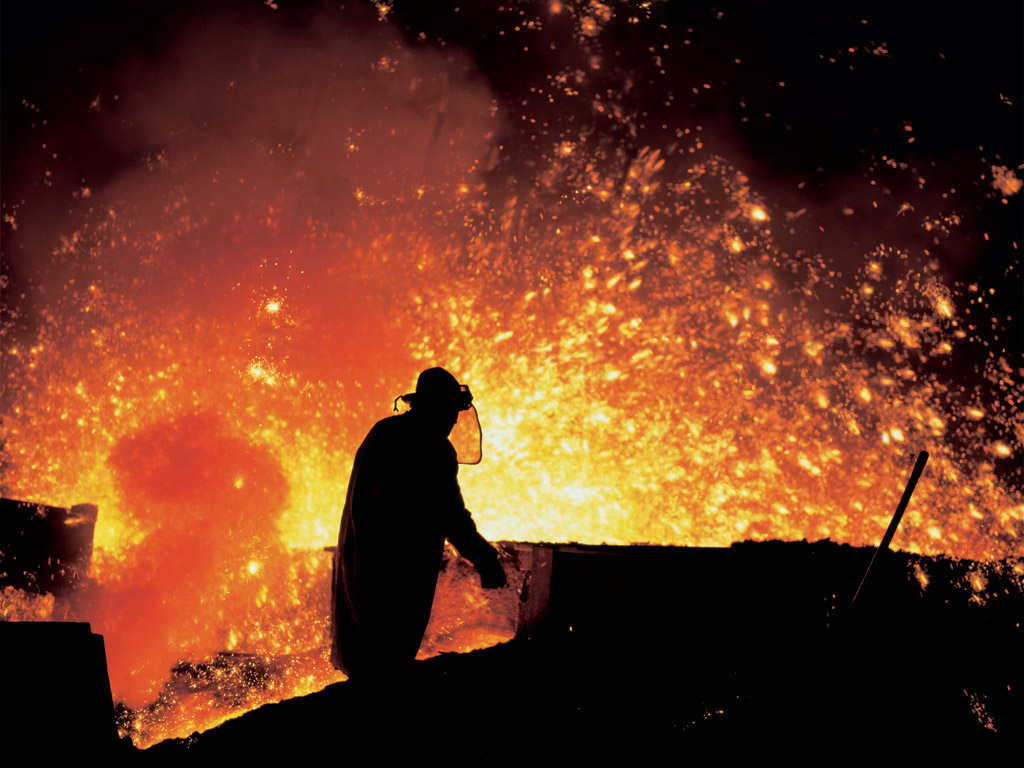
Домны завода

Район около завода был богат известняком, железной рудой, глиной и имел источники возобновляемой энергии (река Олше). Область также предлагала достаточно рабочей силы и находилась на торговом пути из Словакии: по этим причинам и было принято решение о постройке завода в данной местности. В 1836 году началось строительство первых металлургических печей. Железный стан начал работать в 1839 году, став крупнейшим во всей Тешинской Силезии. Поначалу для обогрева печей использовался древесный уголь; деревья вырубались в близлежащем горном массиве Силезские Бескиды и Моравско-Силезские Бескиды и сплавлялись по реке Олше весной, когда таял снег и поднимался уровень воды. Олше была самым важным транспортным каналом до 1870-х годов, когда заводы были модернизирован и был построен водный канал был построен, чтобы обеспечить дополнительный приток воды. В Олшу, однако, всё ещё продолжали сбрасывать отходы производства. Первый объект по очистке воды был построен в 1927 году. Благодаря современным[когда?] средствам очистки отток является почти столь же чистым, как приток.
С 1920 года, когда Тешинская Силезия была разделена, это был один из самых важных промышленных центров Чехословакии. TŽ был национализирован в 1946 году. Его развитие продолжилось в коммунистическую эпоху, когда тяжелая промышленность приобрела важное значение. Этот крупнейший металлургический комбинат в стране и до сих пор оказывает значительное влияние на промышленные города Тржинец и прилегающие районы, на их характер, демографию и загрязнение воздуха, хотя последнее существенно снизилось после падения коммунистического режима в 1989 году.

## Сегодня
Завод является основным источником рабочих мест в районе: в 2005 году на нём работало 5519 сотрудников. Численность постоянно занятых работников традиционно снижается, в 1998 году их было 9276 человек, в то время как в коммунистическую эпоху там работали более 15 000. Реальное количество людей, работающих на TŽ на самом деле несколько выше, так как многие люди работают посезонно или же заняты в дочерних предприятиях. Компания является главным спонсором местной хоккейной команды Оцеларжи.
С 1 января 2012 года должность председателя Тршинецкого металлургического занимает Ян Чудек.